# Valentin Freise
Valentin Freise (* 20. Januar 1918 in Wilhelmshaven; † 6. Juni 2002 in Göttingen) war ein deutscher Chemiker (Physikalische Chemie). Er war Hochschullehrer an der Universität Regensburg.

## Biographie
Nach dem Abitur am Humanistischen Staatsgymnasium Chemnitz studierte Freise Chemie an der Universität München. Er wurde 1949 von der Universität Bonn unter Walter Weizel mit dem Thema „Zur Frage der verborgenen Parameter in der Quantentheorie“ promoviert. Freise habilitierte sich 1960 an der Universität Frankfurt am Main für das Fach Physikalische Chemie mit einer Arbeit zur diffusionsbedingten Strömung. Dort war er von 1966 bis 1970 wissenschaftlicher Rat und außerplanmäßiger Professor. Von 1970 bis 1983 wirkte Freise als Professor und Abteilungsvorsteher an der Universität Regensburg. Er befasste sich intensiv mit dem Lehrbetrieb und war von 1976 bis 1981 Vertrauensdozent des Hochschulverbandes und von 1977 bis 1978 Geschäftsführer des Instituts für Chemie der Universität Regensburg.
Freises Mutter, die deutsche Kinderärztin Frieda Freise, war jüdischer Herkunft. Nach der Nomenklatur der Nürnberger Gesetze galt er deshalb als Jüdischer Mischling ersten Grades und wurde 1941/42 mit einem Studienverbot belegt, das allerdings dank der Haltung des Direktors des Chemischen Instituts der Universität München, des Chemie-Nobelpreisträgers Heinrich Wieland, nicht zum Studienabbruch führte. Wieland hatte sich von vornherein vorgenommen, die Nürnberger Gesetze zu sabotieren. Gestützt auf seine persönliche Autorität ermöglichte er Freise und anderen sogenannten „Halbjuden“ das illegale Weiterstudium. In den Büchern des Instituts wurden die Betreffenden als „Gäste des Herrn Geheimrat“ geführt. Für Wieland zählte lediglich die Semesterzahl und nicht die offizielle Immatrikulation, sodass Freise trotz Studienverbotes am 12. März 1942 sein Vordiplomexamen erfolgreich ablegen konnte.
Wegen seiner Zugehörigkeit zum Kreis Leipelt und somit zum Umfeld der studentischen Widerstandsgruppe Weiße Rose wurde Freise zusammen mit sechs weiteren Institutsangehörigen, als erster unter ihnen Hans Leipelt, im Oktober 1943 inhaftiert. Am 13. Oktober 1944 wurde er in Donauwörth vom Zweiten Senat des Volksgerichtshofs unter Vorsitz des Volksgerichtsrats Georg Ernst Diescher zu einem Jahr Gefängnis verurteilt; die Strafe war mit der vorangegangenen einjährigen Untersuchungshaft abgegolten. Als Freise aus dem Gerichtssaal geführt wurde, war er an den im selben Prozess zum Tode verurteilten Leipelt angekettet. Von November 1944 bis Kriegsende war er zwangsdienstverpflichtet bei der Möbelbergung in München.
Freise war kenntnisreicher und engagierter Amateurhistoriker und Freund der humanistischen Bildung. Sein großes Interesse galt den Preußenkönigen. Wegen ihres hohen Unterhaltungswertes erfreute sich seine Vorlesung zur Geschichte der Chemie bei Studenten und Doktoranden besonderer Beliebtheit.
Seinen Lebensabend verlebte Freise im GDA-Wohnstift in der Charlottenburger Straße in Göttingen, in dem mehrere emeritierte Professoren wohnten, die regelmäßig reihum Vorträge über ihre früheren Arbeitsgebiete hielten, darunter auch Friedrich Hund.

## Forschungsgebiete
- Thermodynamik von Multiphasensystemen
- Dampfdruck an gekrümmten Oberflächen
- Diffusion und Selbstdiffusion insbesondere von Elektrolyten

## Schriften (Auswahl)
- Chemische Thermodynamik. 2. Auflage. B.I.-Wissenschaftsverlag, Mannheim/Wien/Zürich 1972, ISBN 3-411-00213-1.